# Schausia daria
Schausia daria là một loài bướm đêm trong họ Noctuidae.